# Karl Hopf
Karl Hopf (Ham, Vestfalija, 19. februar 1832 — Vizbaden, 23. avgust 1873) je bio nemački istoričar i vizantinolog.
Studirao je na Univerzitetu u Bonu gde je i diplomirao i doktorirao 1852. na temu srednjovekovne istorije Grčke. Bio je vanredni profesor i biblioterkar na Univerzitetu u Greifswaldu i redovni profesor i bibliotekar na Univerzitetu u Kenigsbergu. Često je boravio u Italiji i istraživao srednjovekovne italijanske arhive za potrebe pisanja svojih radova.

## Bibliografija
- , Berlin, 1873.

## Spoljašnje veze
- Spisak radova koje je objavio Karl Hopf u katalogu Nacionalne biblioteke u Berlinu